# Neandertal
Het Neandert(h)al is een dal in de Duitse deelstaat Noordrijn-Westfalen aan de rivier de Düssel, 10 kilometer oostelijk van Düsseldorf. Het dal geniet wereldwijd bekendheid omdat in 1856 enkele steengroeve-arbeiders botten ontdekten die de Wuppertaler leraar en bioloog Johann Carl Fuhlrott identificeerde als fossiele menselijke resten uit de ijstijd. Deze mens kreeg naar aanleiding daarvan de naam neanderthaler. Nabij de vindplaats is nu het Neanderthalmuseum gevestigd. De destijds gevonden resten staan ook bekend als Neanderthal 1.
De spelling van het woord voor 'dal' in het Duits is niet meer 'thal' maar 'tal' en daarom komen in het Nederlands beide schrijfwijzen voor.
Het dal kreeg in de negentiende eeuw de naam van Joachim Neander (1650-1680), ook wel Joachim Neumann genaamd, rector aan de Latijnse school van Düsseldorf en vervaardiger van een aantal in zijn tijd populaire stichtelijke liederen. Neumann placht vaak wandelingen te maken door het destijds nog nauwe dal van het riviertje de Düssel.
In de negentiende en twintigste eeuw is het dal grotendeels ten prooi gevallen aan de kalksteenwinning.